# Avenida Cartum
A Avenida Cartum é uma série de histórias em quadrinhos e desenhos animados criada pelo publicitário e cartunista curitibano Gabriel Moura em 1998, quando o autor, aos 15 anos, começou a publicar suas primeiras tiras em quadrinhos n'O Cais em revista, publicação independente do publicitário Paulo Roberto Cecchetti. Em 2003 o projeto foi para a internet, na forma de webcomics e animações.
Protagonizadas pelo cãozinho Tobias e pelo Frango de Dentadura, as histórias se passam na cidade fictícia de "Vale Azul", que se baseia na cidade real de Niterói - Rio de Janeiro, local onde o autor cresceu e vive até hoje. Tobias e o Frango de Dentadura vivem na Avenida Cartum nº 132, que fica entre a rua Lápis de Cor e a rua Aquarela. Eles moram na casa do rabugento Clóvis, casado com Helena e pai do menino Gildo, que sempre brinca muito com a dupla.
Embora a maior parte das histórias se concentre em Tobias e no Frango de Dentadura, a turma também se desdobra em vários outros personagens, como Gildo, a Franga de Peruca, Edu, Clóvis, Helena, Dona Socorro, Joca Tástrofe, Seu Gilberto e outros. Os personagens são formados por toda uma vizinhança de pessoas diferentes que procuram viver em harmonia, mas que por conta das diferenças essa "harmonia" termina por se transformar em "gritaria".
Em 2017 Gabriel Moura criou o projeto de transformar os quadrinhos virtuais em uma revista impressa e desde então surgiu a revista Avenida Cartum, que vem trazendo alegria e diversão para as crianças e famílias de Niterói.